# Stamford High School, Lincolnshire
El Stamford High School es un instituto inglés, para niñas, una escuela independiente situada en la ciudad de Stamford, Lincolnshire, Inglaterra, situado en la calle High, de St Martin.

## Educación
El instituto proporciona educación para niñas entre 11 (7.ª) a 18 años (13.ª). Llevan a cabo la "Forma Sexta" conjuntamente con Stamford Escuela desde 2000. Actualmente hay 642 niñas (588 diurnas, 54 pupilas) atendiendo la escuela. La escuela pertenece al Stamford Endowed Schools, miembro del Headmasters' y Headmistresses' Conferencia.

## Historia
La escuela se fundó en 1877 y su sitio original estaba del lado sur del río Welland. Su escuela hermana, Stamford School se fundó en 1532.
Los fondos para la fundación del Instituto y los posteriores montos por Acta de Parlamento en 1871. Esa acta originalmente se estableció para alivio de la pobreza por William Browne (- 1489), un mercader de lana rico y concejal de la ciudad, y su regalo está conmemorado en el nombre de una casa escolar.
En años recientes, las dos escuelas se unieron bajo la jefatura de una sola Stamford Endowed Schools. Esa organización ahora comprende Stamford Junior School, un coestablecimiento educativo para estudiantes de 2 a 11 años, Mientras la Stamford es para chicos de 11 a 18.

## Tradiciones escolares
Hay un sistema de casa para todas las chicas con casas nombradas con epónimos de heroínas famosas - Cavell, Beale, Anderson y Eliot.

## Exalumnas notables
- Sarah Cawood
- Paule Constable, ldiseñadora
- Rae Earl
- Daphne Ledward, Jardineros' Tiempo de Cuestión panelista
- Claire Lomas
- Sarah Outen, primera mujer en remar sola por el océano Índico
- Izzy Bizu, cantante-compositora